# Sant Bartomeu de Sirès
Sant Bartomeu de Sirès és una ermita romànica del segle xii situada al municipi de Bonansa, a la comarca de la Ribagorça, a la Franja de Ponent.
Les ruïnes d'aquesta capella estan situades en un contrafort del Tossal des Fogueres, a 1.241 m d'altitud.

## Accés
Des de la localitat de Sirès, cal seguir un camí costerut que, des de l'església de Sant Cristòfol de Sirès, remunta en direcció oest cap al Tossal des Fogueres. S'hi arriba en uns 30 minuts a peu.

## Descripció
Es tracta d'una església d'una sola nau, la qual fou posteriorment ampliada cap al costat oest. Aquest fet dona a l'edifici actual un aspecte allargassat molt desproporcionat. Presenta un absis semicircular al costat est i una capella oberta al mur del costat sud, que va ser afegida més tardanament, tal com evidencia el canvi d'aparell. El parament exterior de l'absis es troba parcialment derruït, fet que permet observar el rebliment intern dels murs, amb la cimentació d’argamassa de calç i sorra. Una volta de quart d’esfera formada per carreus de pedra tosca cobreix l'absis. D'altra banda, la capella lateral i la nau són cobertes amb volta de canó, de travertí en el primer cas i de carreus de gres disposats a plec de llibre en el segon. El teulat de les parts més antigues està format per lloses imbricades, mentre que el sector ampliat a l'oest estava cobert per teula romana.

## Història
No se'n tenen referències històriques i depenia de l'església parroquial de Sant Cristòfol de Sirès. Tot i això, les seves característiques mostren que el sector més antic, situat a l'est, correspon al segle xii.